# Yohei Taniike
Yohei Taniike (født 5. april 1977) er en tidligere japansk fodboldspiller.
Han har spillet for flere forskellige klubber i sin karriere, herunder Tokushima Vortis.